# Crocidura glassi
Crocidura glassi — вид ссавців родини Soricidae. Це ендемік Ефіопії. Природними середовищами існування ссавців є субтропічні або тропічні чагарники та луки, а також болота.